# Gran Premio del Giappone 2008
Il Gran Premio del Giappone 2008 è stata la sedicesima prova del campionato mondiale di Formula 1 2008. La gara, corsa domenica 12 ottobre sul Circuito del Fuji (per l'ultima volta prima del ritorno a Suzuka l'anno successivo), è stata vinta dallo spagnolo Fernando Alonso su Renault, al ventunesimo successo in carriera. Alonso ha preceduto all'arrivo il polacco Robert Kubica su BMW Sauber ed il finlandese Kimi Räikkönen su Ferrari.

## Vigilia
Alla vigilia del GP vengono fuori alcune interessanti voci di mercato: la prima riguarderebbe la Force India che dalla prossima stagione dovrebbe cambiare il fornitore di motori. Infatti, la scuderia indiana passerebbe dai motori Ferrari a quelli Mercedes. La trattativa con la McLaren sarebbe già stata avviata anche se un portavoce avrebbe affermato che: «Niente è ancora deciso».
Altra notizia scottante vedrebbe coinvolti Rubens Barrichello e Bruno Senna: il pilota brasiliano, tramite i giornali, ha "suggerito" al nipote di Ayrton di non firmare per la Honda poiché con la sua poca esperienza, anche per quanto riguarda le gomme slick (che torneranno nel 2009), rischia di sprecare un'occasione importante per la sua carriera.

## Prove
Nella prima sessione del venerdì, si è avuta questa situazione:
| Pos | Nome              | Squadra/Motore   | Tempo    |
| --- | ----------------- | ---------------- | -------- |
| 1   | Lewis Hamilton    | McLaren-Mercedes | 1'18"910 |
| 2   | Felipe Massa      | Ferrari          | 1'19"063 |
| 3   | Heikki Kovalainen | McLaren-Mercedes | 1'19"279 |

Nella seconda sessione del venerdì, si è avuta questa situazione:
| Pos | Nome            | Squadra/Motore   | Tempo    |
| --- | --------------- | ---------------- | -------- |
| 1   | Timo Glock      | Toyota           | 1'18"383 |
| 2   | Fernando Alonso | Renault          | 1'18"426 |
| 3   | Lewis Hamilton  | McLaren-Mercedes | 1'18"463 |

Nella sessione del sabato mattina, si è avuta questa situazione:
| Pos | Nome              | Squadra/Motore | Tempo    |
| --- | ----------------- | -------------- | -------- |
| 1   | Robert Kubica     | BMW Sauber     | 1'25"087 |
| 2   | Timo Glock        | Toyota         | 1'25"171 |
| 3   | Nelson Piquet Jr. | Renault        | 1'25"415 |

## Qualifiche
Nella sessione di qualificazione, si è avuta questa situazione:
| Pos | N. | Nome                 | Costruttore/Motore  | Q1       | Q2       | Q3       | Griglia |
| --- | -- | -------------------- | ------------------- | -------- | -------- | -------- | ------- |
| 1   | 22 | Lewis Hamilton       | McLaren-Mercedes    | 1'18"071 | 1'17"462 | 1'18"404 | 1       |
| 2   | 1  | Kimi Räikkönen       | Ferrari             | 1'18"160 | 1'17"733 | 1'18"644 | 2       |
| 3   | 23 | Heikki Kovalainen    | McLaren-Mercedes    | 1'18"220 | 1'17"360 | 1'18"821 | 3       |
| 4   | 5  | Fernando Alonso      | Renault             | 1'18"290 | 1'17"871 | 1'18"852 | 4       |
| 5   | 2  | Felipe Massa         | Ferrari             | 1'18"110 | 1'17"287 | 1'18"874 | 5       |
| 6   | 4  | Robert Kubica        | BMW Sauber          | 1'18"684 | 1'17"931 | 1'18"979 | 6       |
| 7   | 11 | Jarno Trulli         | Toyota              | 1'18"501 | 1'17"541 | 1'19"026 | 7       |
| 8   | 12 | Timo Glock           | Toyota              | 1'17"945 | 1'17"670 | 1'19"118 | 8       |
| 9   | 15 | Sebastian Vettel     | Toro Rosso-Ferrari  | 1'18"559 | 1'17"714 | 1'19"638 | 9       |
| 10  | 14 | Sébastien Bourdais   | Toro Rosso-Ferrari  | 1'18"593 | 1'18"102 | 1'20"167 | 10      |
| 11  | 9  | David Coulthard      | Red Bull-Renault    | 1'18"303 | 1'18"187 |          | 11      |
| 12  | 6  | Nelson Piquet Jr.    | Renault             | 1'18"300 | 1'18"274 |          | 12      |
| 13  | 10 | Mark Webber          | Red Bull-Renault    | 1'18"372 | 1'18"354 |          | 13      |
| 14  | 8  | Kazuki Nakajima      | Williams-Toyota     | 1'18"640 | 1'18"594 |          | 14      |
| 15  | 7  | Nico Rosberg         | Williams-Toyota     | 1'18"740 | 1'18"672 |          | 15      |
| 16  | 3  | Nick Heidfeld        | BMW Sauber          | 1'18"835 |          |          | 16      |
| 17  | 17 | Rubens Barrichello   | Honda               | 1'18"882 |          |          | 17      |
| 18  | 16 | Jenson Button        | Honda               | 1'19"100 |          |          | 18      |
| 19  | 20 | Adrian Sutil         | Force India-Ferrari | 1'19"163 |          |          | 19      |
| 20  | 21 | Giancarlo Fisichella | Force India-Ferrari | 1'19"910 |          |          | 20      |

## Gara

### Resoconto

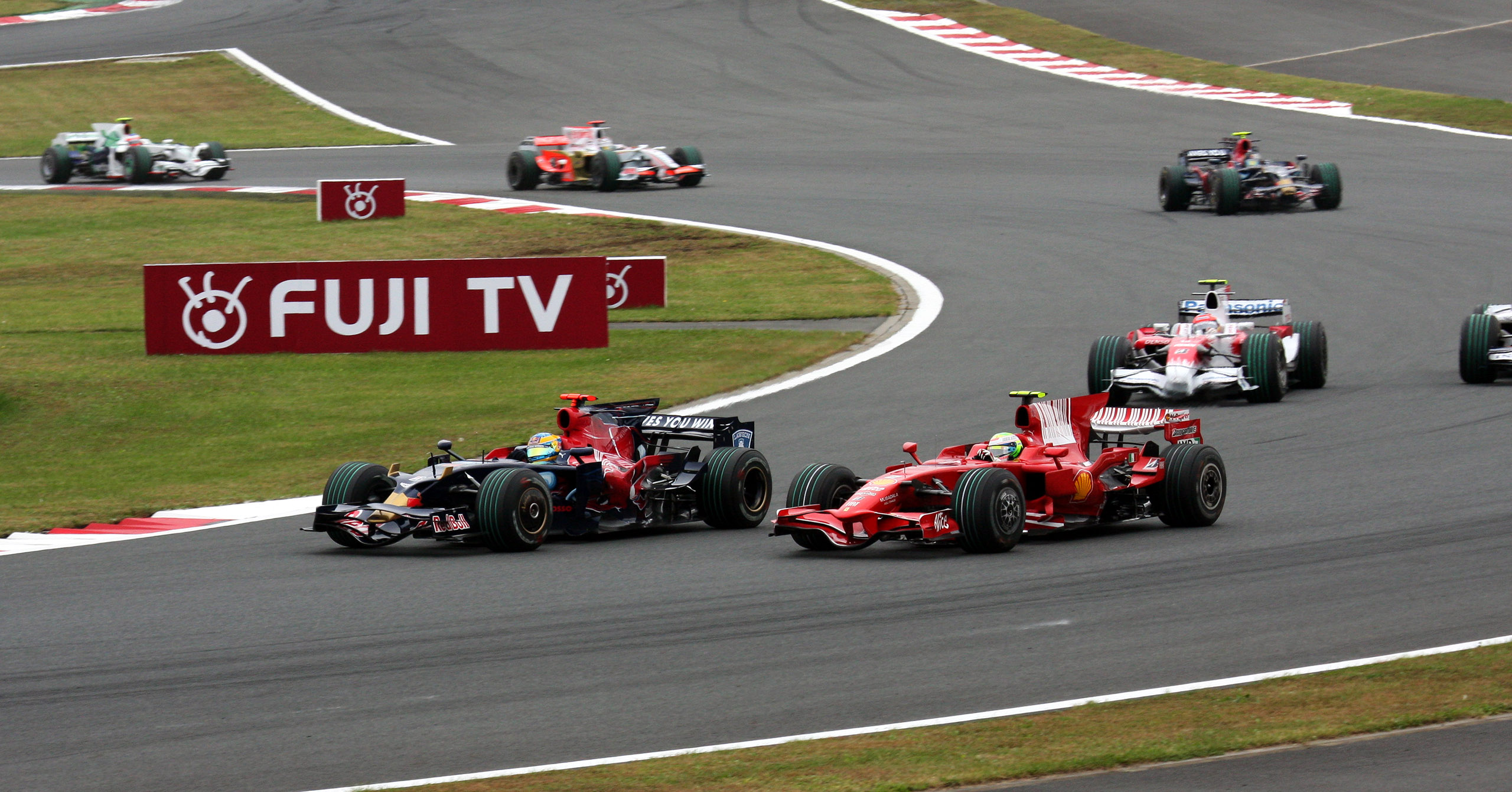
Duello tra Bourdais e Massa

Tra i due litiganti il terzo gode: così si potrebbe riassumere molto sinteticamente quanto avvenuto nel Gran Premio del Giappone. Questa però è stata soprattutto la giornata dei commissari di gara, responsabili di numerose decisioni che infiammeranno altrettante polemiche nei giorni successivi.
Una partenza così rocambolesca non si vedeva da tempo. Hamilton scatta malissimo facendosi passare dopo pochi metri da Räikkönen; prova subito ad attaccarlo alla prima curva con una staccata all'interno impossibile, bloccando (e distruggendo) le gomme e portando Kimi all'esterno della curva. Da dietro arriva anche Kovalainen che, lungo anch'egli alla prima curva, spinge il ferrarista fuori pista, costringendolo ad accodarsi al compagno di scuderia Massa. In uscita di curva Coulthard con una sospensione rotta in un contatto, distrugge la sua Red Bull contro il muro. Hamilton viene infilato da Kubica e Alonso e alla curva successiva va largo finendo alle spalle di Massa, nella morsa delle due Ferrari.
Al 2º giro l'inglese attacca con decisione Massa che, per difendersi ritarda la frenata e arriva lungo; nella cambio di direzione successivo il brasiliano non ha spazio all’interno, salta sul cordolo e sperona Hamilton; mentre le due Ferrari passano, quest'ultimo è costretto ad accodarsi all'interno del plotone: dunque sosta ai box e cambio di strategia per lui. Che sia una giornata particolare lo si intuisce poco dopo, quando i giudici di gara penalizzano con un drive-through Hamilton (per la manovra al via) e Massa (per il contatto con l'inglese): gara in salita per i due contendenti al titolo. Raikkonen risale passando Trulli all’ottavo giro, mentre Massa, settimo alle spalle di Bourdais, fatica a risalire. Al quindicesimo giro Kubica comanda su Alonso, Kovalainen e Raikkonen con i primi quattro racchiusi in poco più di quattro secondi. Subito dopo cede il motore della McLaren di Kovalainen, rara eventualità che non capitava da circa due anni. Si arriva al momento decisivo dei pit-stop: per primi si fermano Kubica e Raikkonen al diciassettesimo giro. Alonso si ferma un giro dopo, imbarca meno benzina e scavalca il polacco. 
Massa, dopo rifornimento e drive trough, è tredicesimo davanti ad Hamilton. Trulli guida brevemente la gara, poi Bourdais fino al giro 25, infine Piquet per altri tre giri. Al comando torna poi Alonso, che in questa fase estende la sua leadership sapendo di doversi fermare prima, fino ad avere 13” su Kubica quando, al quarantatreesimo giro, rientra per la seconda sosta. Raikkonen mostra solo nell’ultima parte dello stint un ritmo all’altezza della situazione, si ferma al giro 48, rimanendo di misura dietro a Kubica, che ha rifornito due giri prima. Ancora Trulli comanda per un paio di giri e poi Piquet che, dopo la sosta, è quarto, davanti all’abruzzese.
Al cinquantunesimo giro Massa, risalito al settimo posto, si tocca alla prima curva con Bourdais, che esce dai box, e va in testacoda. Tre giri dopo il brasiliano rifornisce per la seconda volta, scendendo al decimo posto. Negli ultimi giri si scatena con una serie di giri veloci e, passando Heidfeld e Webber, rientra in zona punti. Davanti, con Alonso fuori portata, il finale è animato dal duello rusticano tra Kubica e Raikkonen. Nonostante la netta superiorità della Ferrari in termini di velocità di punta, il polacco riesce a resistere, con una difesa dura ma entro i limiti.
Alonso quindi trionfa per la seconda volta (consecutiva) in stagione e consolida il quarto posto della Renault nella classifica costruttori. Completano il podio il sempre bravo Kubica ed un Räikkönen al solito a corrente alternata. Quarta piazza per l'altra Renault, quella di Nelsinho Piquet, che probabilmente si guadagna la riconferma nel team per il 2009. Seguono Trulli, Bourdais, Vettel e Massa. Il francese della Toro Rosso verrà poi penalizzato di 25 secondi per il testacoda causato ai danni del ferrarista, che sale perciò al settimo posto finale, guadagnando un ulteriore punto iridato su Hamilton, rimasto a secco.
In classifica piloti la gara segna il definitivo addio di Räikkönen al titolo, poiché il ferrarista è ora staccato di 21 punti dalla vetta del Mondiale a due gare dal termine della stagione. In testa c'è sempre Hamilton con 84 punti, seguito da Massa a 79 e Kubica a 72 (gli unici due che potrebbero ancora contendere il titolo all'inglese). In classifica costruttori la McLaren, fuori dai punti quest'oggi, viene nuovamente superata dalla Ferrari, che va a quota 142, con 7 punti di vantaggio proprio sugli inglesi, fermi a 135; terza sempre la BMW a 128.

### Risultati
I risultati del GP sono stati i seguenti:
| Pos | N  | Pilota               | Costruttore/Motore  | Giri | Tempo/Ritiro/Media          | Griglia | Punti |
| --- | -- | -------------------- | ------------------- | ---- | --------------------------- | ------- | ----- |
| 1   | 5  | Fernando Alonso      | Renault             | 67   | 1h 30'21"892 - 202.788 km/h | 4       | 10    |
| 2   | 4  | Robert Kubica        | BMW Sauber          | 67   | +5"283                      | 6       | 8     |
| 3   | 1  | Kimi Räikkönen       | Ferrari             | 67   | +6"400                      | 2       | 6     |
| 4   | 6  | Nelson Piquet Jr.    | Renault             | 67   | +20"570                     | 12      | 5     |
| 5   | 11 | Jarno Trulli         | Toyota              | 67   | +23"767                     | 7       | 4     |
| 6   | 15 | Sebastian Vettel     | Toro Rosso-Ferrari  | 67   | +39"207                     | 9       | 3     |
| 7   | 2  | Felipe Massa         | Ferrari             | 67   | +46"158                     | 5       | 2     |
| 8   | 10 | Mark Webber          | Red Bull-Renault    | 67   | +50"811                     | 13      | 1     |
| 9   | 3  | Nick Heidfeld        | BMW Sauber          | 67   | +54"120                     | 16      |       |
| 10  | 14 | Sébastien Bourdais   | Toro Rosso-Ferrari  | 67   | +59"085                     | 10      |       |
| 11  | 7  | Nico Rosberg         | Williams-Toyota     | 67   | +1'02"096                   | 15      |       |
| 12  | 22 | Lewis Hamilton       | McLaren-Mercedes    | 67   | +1'18"900                   | 1       |       |
| 13  | 17 | Rubens Barrichello   | Honda               | 66   | +1 giro                     | 17      |       |
| 14  | 16 | Jenson Button        | Honda               | 66   | +1 giro                     | 18      |       |
| 15  | 8  | Kazuki Nakajima      | Williams-Toyota     | 66   | +1 giro                     | 14      |       |
| Rit | 21 | Giancarlo Fisichella | Force India-Ferrari | 22   | Cambio                      | 20      |       |
| Rit | 23 | Heikki Kovalainen    | McLaren-Mercedes    | 17   | Idraulica                   | 3       |       |
| Rit | 20 | Adrian Sutil         | Force India-Ferrari | 9    | Foratura                    | 19      |       |
| Rit | 12 | Timo Glock           | Toyota              | 7    | Incidente                   | 8       |       |
| Rit | 9  | David Coulthard      | Red Bull-Renault    | 1    | Incidente                   | 11      |       |

## Classifiche Mondiali

### Piloti
| Pos | Pilota             | Punti |
| --- | ------------------ | ----- |
| 1   | Lewis Hamilton     | 84    |
| 2   | Felipe Massa       | 79    |
| 3   | Robert Kubica      | 72    |
| 4   | Kimi Räikkönen     | 63    |
| 5   | Nick Heidfeld      | 56    |
| 6   | Heikki Kovalainen  | 51    |
| 7   | Fernando Alonso    | 48    |
| 8   | Sebastian Vettel   | 30    |
| 9   | Jarno Trulli       | 30    |
| 10  | Mark Webber        | 21    |
| 11  | Timo Glock         | 20    |
| 12  | Nelson Piquet Jr.  | 18    |
| 13  | Nico Rosberg       | 17    |
| 14  | Rubens Barrichello | 11    |
| 15  | Kazuki Nakajima    | 9     |
| 16  | David Coulthard    | 8     |
| 17  | Sébastien Bourdais | 4     |
| 18  | Jenson Button      | 3     |

### Costruttori
| Pos | Team             | Punti |
| --- | ---------------- | ----- |
| 1   | Ferrari          | 142   |
| 2   | McLaren-Mercedes | 135   |
| 3   | BMW Sauber       | 128   |
| 4   | Renault          | 66    |
| 5   | Toyota           | 50    |
| 6   | STR-Ferrari      | 34    |
| 7   | RBR-Renault      | 29    |
| 8   | Williams-Toyota  | 26    |
| 9   | Honda            | 14    |